# Kara Darya
Il Kara Darya (in uzbeko Qaradaryo; in russo Карадарья?) è un fiume dell'Asia centrale che attraversa il Kirghizistan e l'Uzbekistan orientale; è un affluente del Syr Darya.
Il fiume è formato dalla confluenza dei fiumi Kara-Kulja (Kara-Kul'dža) e Tar. Conta più di 200 affluenti, i maggiori sono: Jazy, Kara Unkur, Kegart, Kurshab, Abshir Sai e Aravan. La sua lunghezza totale è di 177 km e ha un bacino di 28630 km².
L'alto Kara Darya scorre nella parte nord-orientale della regione di Oš verso sud-ovest e, a pochi chilometri da Uzgen, entra nella valle di Fergana, in territorio uzbeco. Il fiume è ampiamente sfruttato per l'irrigazione e ci sono varie dighe lungo il suo corso. Confluisce poi con il Naryn formando il Syr Darya, il secondo fiume più lungo dell'Asia centrale.